# Bianconese
Bianconese è una frazione del comune di Fontevivo, in provincia di Parma.
La località dista 3,58 km dal capoluogo.

## Geografia fisica
La località sorge in posizione pianeggiante alla quota di 54 m s.l.m., sulla sponda sinistra del fiume Taro.

## Storia
La località fu menzionata per la prima volta nel 980.
Nel 1189 l'imperatore del Sacro Romano Impero Federico Barbarossa investì il marchese Oberto I Pallavicino di numerose terre nel Parmense, tra cui Bianconese.
Nel 1247, in seguito alla ribellione di Parma all'imperatore Federico II di Svevia, Enzo di Sardegna si accampò per qualche tempo col suo esercito a Bianconese presso il Taro morto, in attesa dell'arrivo delle truppe imperiali paterne, che avrebbero cinto d'assedio la città per 8 mesi fino alla sconfitta nella battaglia del 18 febbraio 1248.
Nel 1325 le truppe di Azzone Visconti, alleate dei Pallavicino, attaccarono il Parmense, saccheggiando numerosi borghi, tra cui Bianconese.
In seguito Bianconese con Bellena fu assegnata ai conti Sanvitale di Fontanellato, che ne mantennero i diritti fino alla loro abolizione sancita da Napoleone nel 1805.

## Monumenti e luoghi d'interesse

### Chiesa dei Santi Giovanni Battista e Lorenzo

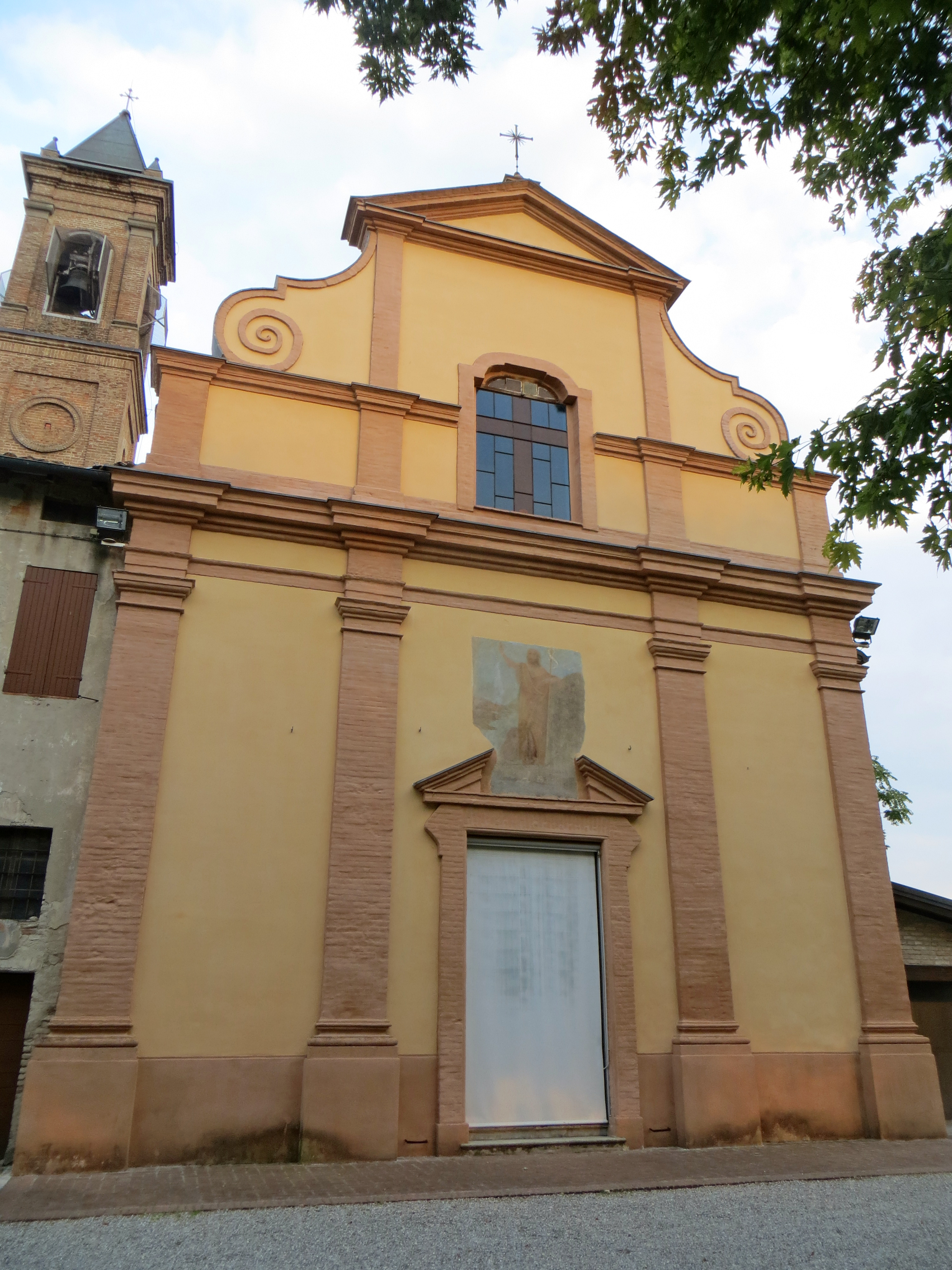
Chiesa dei Santi Giovanni Battista e Lorenzo

Menzionata per la prima volta nel 1186, l'antica pieve di Santa Maria fu reintitolata a san Giovanni Battista nel 1493; danneggiata dalle piene del fiume Taro, fu ricostruita tra il 1720 e il 1730 in stile barocco in prossimità del centro abitato; dotata nel 1897 del campanile, fu ampliata nella zona absidale nel 1900; ristrutturata tra il 1952 e il 1957, fu sottoposta a lavori di restauro nella facciata tra il 2015 e il 2016; la chiesa conserva varie opere di pregio, tra cui la pala d'altare raffigurante l'Imposizione del nome a san Giovanni Battista, eseguita da Giuseppe Peroni o da Domenico Muzzi tra la fine del XVIII secolo e l'inizio del XIX.

### Villa Cattani

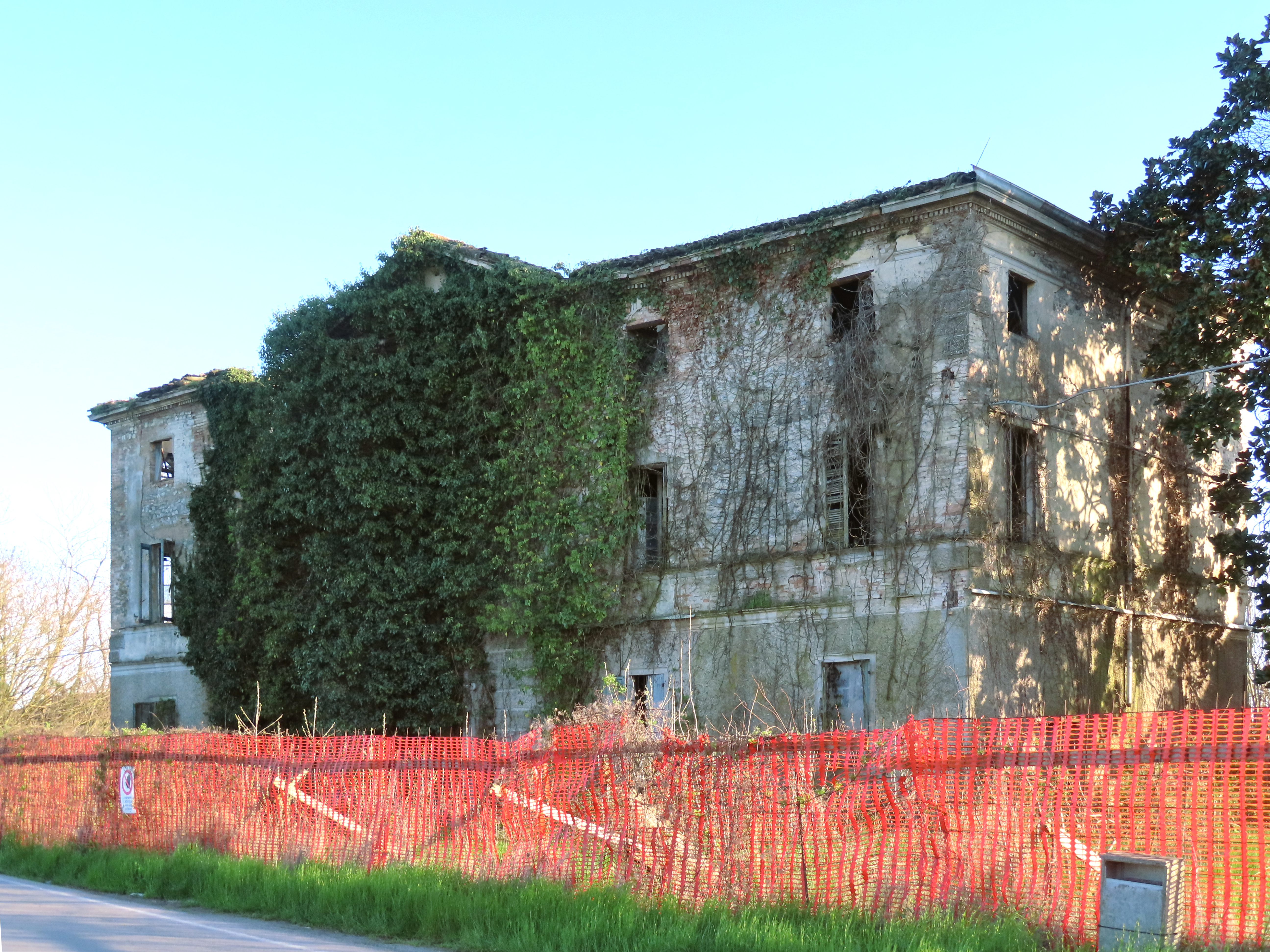
Villa Cattani

Costruita tra il 1810 e il 1820 su progetto dell'architetto Paolo Gazola, la villa neoclassica si presenta in stato di profondo degrado; la monumentale facciata tripartita è caratterizzata dalla porzione centrale scandita da quattro lesene ioniche d'ordine gigante, a sostegno del frontone triangolare di coronamento; all'interno l'androne è pavimentato con un grande mosaico, raffigurante nel mezzo lo stemma della famiglia nobile che commissionò l'edificio.

### Villa Regina
Ricostruita e ampliata tra il 1878 e il 1880, la villa neoclassica deve il suo nome alla regina Margherita di Savoia, che ne fu ospite; la facciata tripartita presenta un corpo centrale elevato su quattro livelli; il prospetto posteriore è caratterizzato dal porticato ad arcate a sesto ribassato rette da colonne doriche, coperto da un terrazzo balaustrato.

## Infrastrutture e trasporti
A Bianconese, oltre l'autostrada A15 Parma-La Spezia, sorge l'Interporto di Parma, sistema di opere, impianti e infrastrutture stradali e ferroviarie dedicato alla logistica e al trasporto intermodale, che, fondato nel 1974, si estende su una superficie di oltre 2 500 000 m².